# Campeonato Asiático de Hóquei em Patins de 2009

O Campeonato Asiático de Hóquei em Patins é uma competição de Hóquei em Patins com a participação das selecções do continente Asiático, que acontece de dois em dois anos. Esta competição é organizada pela CARS, Federação Asiática de Patinagem.

## Países Participantes
Índia
 Macau
 Taiwan
 Japão

### Fase Final
| Time   | J | V | E | D | GP | GC | SG  | Pts |
| ------ | - | - | - | - | -- | -- | --- | --- |
| Macau  | 3 | 2 | 1 | 0 | 20 | 11 | +9  | 7   |
| Japão  | 3 | 2 | 1 | 0 | 10 | 6  | +4  | 7   |
| Índia  | 3 | 1 | 0 | 2 | 15 | 18 | −3  | 3   |
| Taiwan | 3 | 0 | 0 | 3 | 5  | 15 | −10 | 0   |

|        | MAC | JPN | IND  | TWN |
| ------ | --- | --- | ---- | --- |
| Macau  | –   | 2–2 | 12–7 | 6–2 |
| Japão  |     | –   | 4–3  | 4–1 |
| Índia  |     |     | –    | 5–2 |
| Taiwan |     |     |      | –   |